# راس العین، ادلب
راس العین (به عربی: رأس العین) یک روستا در سوریه است که در ناحیه ابوالظهور واقع شده‌است. راس العین ۲٬۹۱۴ نفر جمعیت دارد.